# Tomaspis boliviana
Tomaspis boliviana är en insektsart som beskrevs av Jacobi 1908. Tomaspis boliviana ingår i släktet Tomaspis och familjen spottstritar. Inga underarter finns listade i Catalogue of Life.